# Loyalist

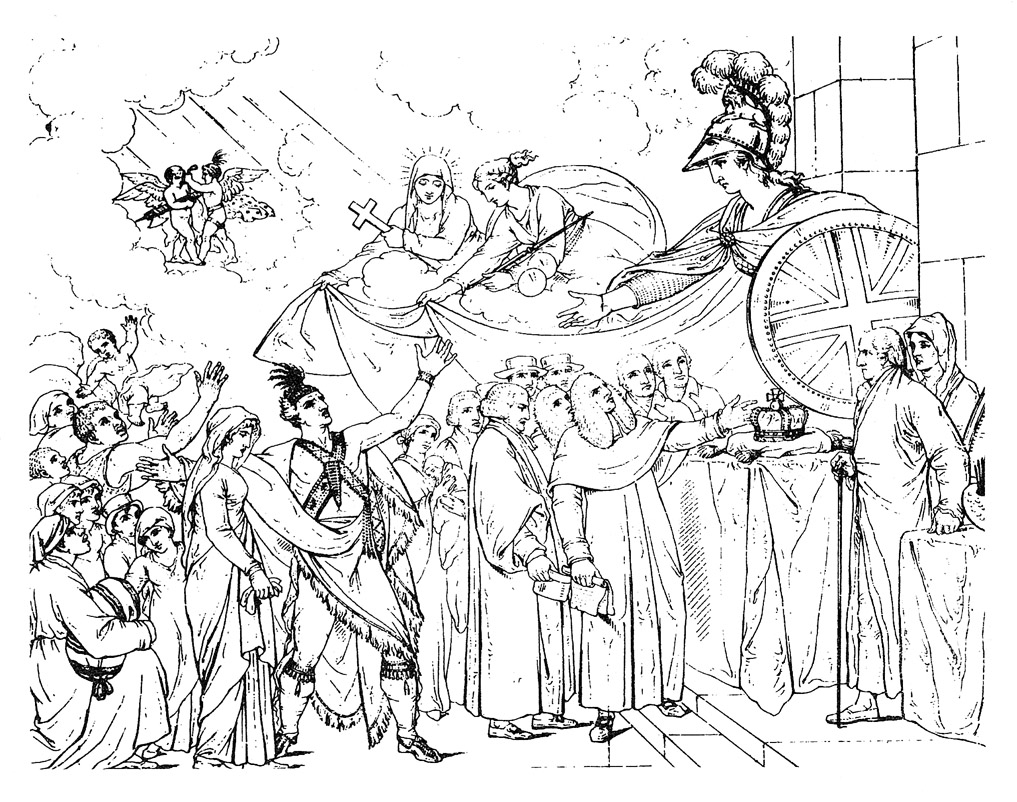
Recepció, el 1783, a la Gran Bretanya dels Loyalists (lleialistes)

Els Loyalists (lleialistes) eren els colonitzadors d'origen britànic de les tretze colònies de l'Amèrica del Nord que van romandre lleials a la Monarquia Britànica arran del procés d'independència política dels Estats Units respecte del Regne Unit. En aquells temps sovint rebien el nom de Tories, Royalists, o King's Men. S'oposaven als patriotes de la Revolució Americana els quals donaven suport a la revolta contra els britànics. Quan la causa dels loyalists va ser vençuda, un 20% dels Loyalists marxaren cap altres parts de l'Imperi Britànic, a la mateixa Gran Bretanya o altres parts de l'Amèrica Britànica, especialment a l'Alt Canadà i Nova Brunswick, on van rebre el nom de United Empire Loyalists. La majoria van ser compensats econòmicament amb terres al Canadà o amb diners britànics distribuïts d'una manera formal.
Els historiadors han estimat que al voltant del 15 al 20 per cent de la població europeo-americana de les colònies eren Loyalists.

## Immigració

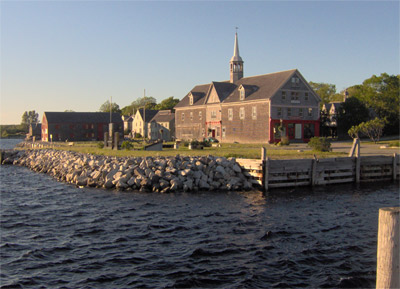
Shelburne (Nova Escòcia) va ser una de les destinacions principals pels primers Loyalistes emigrats

La gran majoria dels Loyalists blancs (450.000–500,000) van romandre allà on vivien abans de la guerra d'independència. A principi de la dècada de 1780 només una petita part dels que van emigrar van tornar als Estats Units.
A partir del final de la guerra, el 1783, els Loyalists (especialment els soldats i oficials) van poder escollir ser evacuats. Els que tenien més lligams amb la vida al Nou Món eren més propensos a romandre als Estats Units.
Aproximadament del 10 al 15% emigraren (uns 62.000 Loyalists blancs, que representava un 2% del total de la població dels Estats Units que era de 3 milions de persones l'any 1783).
Uns 46.000 anaren a l'Amèrica del Nord Britànica (actualment el Canadà). D'entre ells 34.000 a Nova Escòcia, 2.000 a l'illa del Príncep Eduard i 10.000 a Ontario. 7.000 arribaren a la Gran Bretanya i 9.000 a les Bahames i les colònies britàniques del Carib. Els 34.000 que van emigrar a Nova Escòcia no van ser ben rebuts per la població local d'origen anglès, en resposta a això a partir d'ells es va crear Nova Brunswick, que fins 1784 formava part part de Nova Escòcia. Dels 46.000 loyalists que marxaren al Canadà, 10.000 anaren a la província del Quebec.
Milers d'iroquesos i altres natius americans van ser expulsats de l'estat de Nova York i d'altres estats i es van haver de reubicar al Canadà. Un grup d'afroamericans loyalists que primer van emigrar a Nova Escòcia i hi van patir discriminació racial van marxar cap a Sierra Leone.

### Font principal
- Crary, Catherine S., ed. Price of Loyalty: Tory Writings from the Revolutionary Era (1973)